# Мадейра (река)
Мадейра (порт. Rio Madeira) — река в Южной Америке, крупнейший приток Амазонки. Длина реки — 3352 км, площадь водосборного бассейна — 1391 тысяча км².

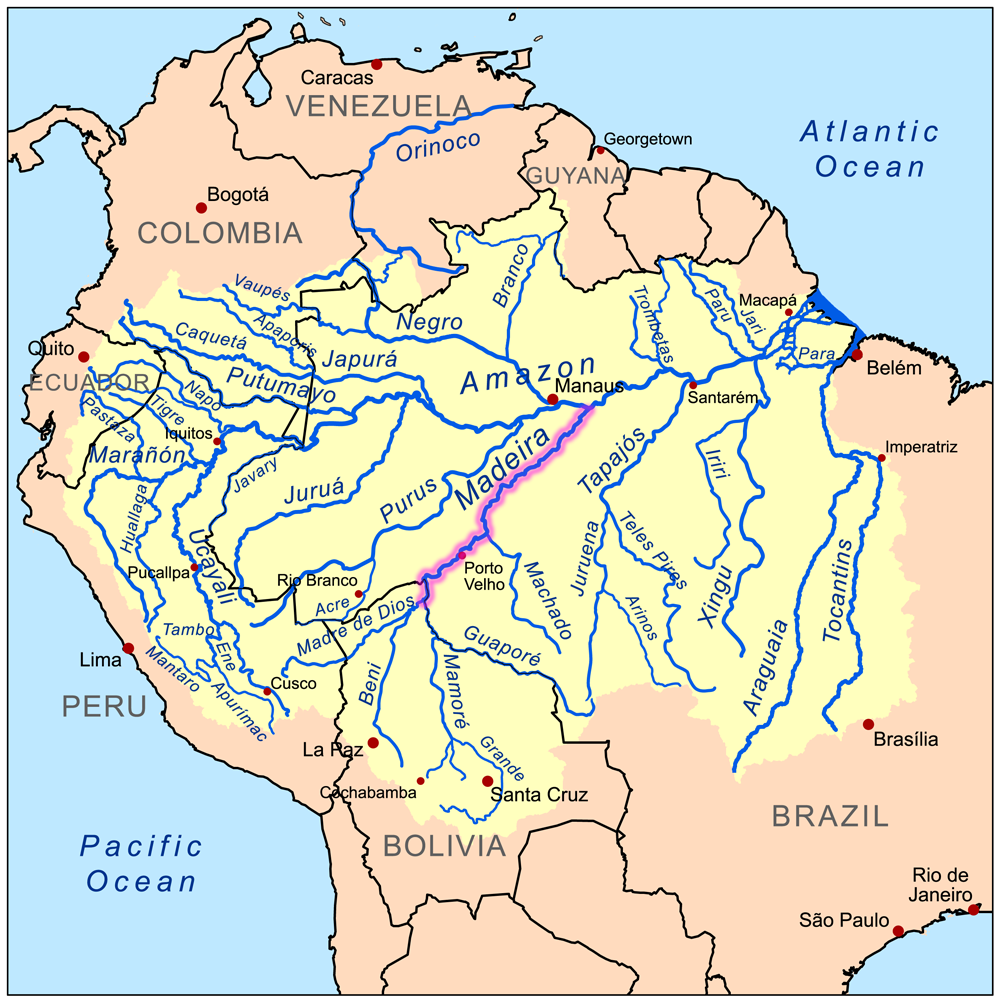
Карта бассейна реки Амазонки. Мадейра выделена фиолетовым цветом

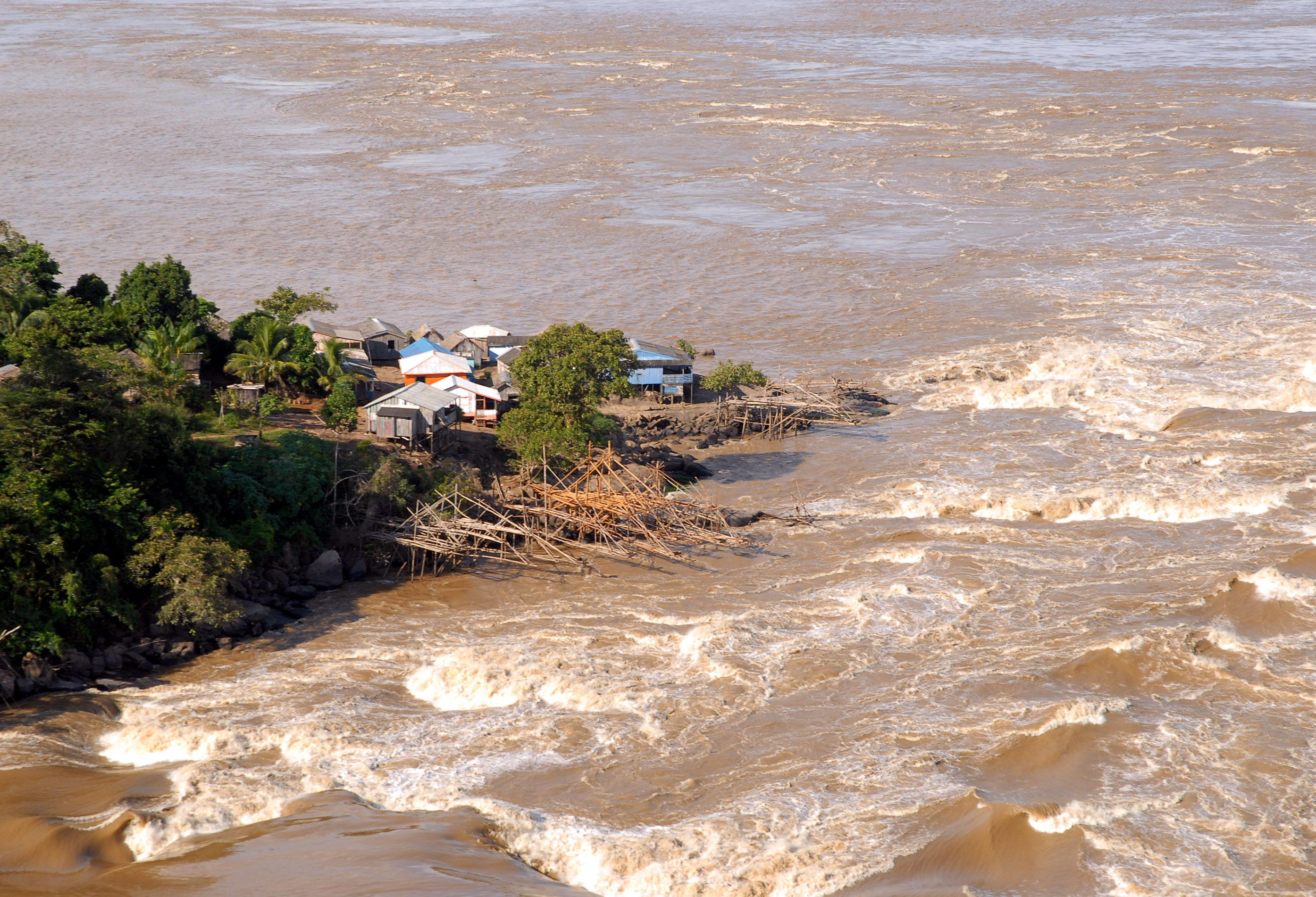
Пороги Теонтонио на Мадейре

Образуется слиянием рек Маморе и Бени на границе Боливии и Бразилии. Участок реки протяжённостью около 100 км представляет собой государственную границу между этими государствами. Далее река течёт на северо-восток по территории бразильских штатов Рондония и Амазонас, впадает справа в Амазонку двумя рукавами. В верховьях реки количество осадков — 800 мм в год, в среднем и нижнем течении — 2400 мм. Питается в основном дождевыми осадками, частично — снеговыми. Максимум стока приходится на март и апрель, минимум — на сентябрь и октябрь.
Сезонные колебания уровня воды достигают 12 м. Высокий уровень с октября по май. Расход воды в нижнем течении от 4200 м³/сек до 39 000 м³/сек.
Основные притоки: Жипарана, Абакашис, Абуна, Арипуанан.
Название реки от португальского madeira — древесина (дерево), на всём своём протяжении течёт по амазонским джунглям.
Судоходна от города Порту-Велью. На Мадейре расположены города Порту-Велью, Умайта, Маникоре.
В Мадейре обитает амазонский дельфин.
В июле 2007 года правительство Бразилии заявило о планах по строительству на Мадейре двух мощных гидроэлектростанций. ГЭС «Санту-Антониу» и «Жирау», каждая мощностью более 3 ГВт, были построены в 2012—2016 годах.